# شیخ طه خالصی
شیخ طه خالصی (زاده: ۱۳۰۳، پاوه - درگذشت: ۱۷ اردیبهشت ۱۳۹۰، پاوه) رهبر طریقت طالبانی منطقه اورامانات پاوه بود.

## زندگی‌نامه
شیخ طه خالصی فرزند ارشد شیخ نصرالدین خالصی در محرم ماه سال ۱۳۰۳ هجری شمسی در پاوه به دنیا آمد. او پس از اتمام تحصیلات ابتدایی در محضر مفتی اعظم اورامان محمد زاهد ضیایی پاوه‌ای به کسب علم و فراگیری علوم دینی پرداخت. سپس به کشور عراق و تکیه کرکوک رفت و در محضر علمای آن دیار به سرپرستی محمد جمیل خالصی طالبانی قطب ارشاد آن زمان به ادامه تحصیل پرداخت. طه خالصی یک سال قبل از وفات پدر در مجلسی در حضور علما و روحانیون و مریدان و مردم شهر پاوه، کرمانشاه و سنندج و… به جانشینی او انتخاب شد. وی مرشد طریقت طالبانی در منطقه بود که مراسم تکیه سماع دراویش با حضور لو هر شب جمعه در تکیه خالصی پاوه برگزار می‌شد.